# Rougeou
Rougeou is een gemeente in het Franse departement Loir-et-Cher in de regio Centre-Val de Loire en telt 118 inwoners (2009).
De gemeente maakt deel uit van het arrondissement Romorantin-Lanthenay en sinds 22 maart 2015 van het kanton Saint-Aignan nadat het werd overgeheveld van het kanton Selles-sur-Cher.

## Geografie
De oppervlakte van Rougeou bedraagt 7,8 km², de bevolkingsdichtheid is dus 15,1 inwoners per km².
De onderstaande kaart toont de ligging van Rougeou met de belangrijkste infrastructuur en aangrenzende gemeenten.

## Demografie
Onderstaande figuur toont het verloop van het inwonertal (bron: INSEE-tellingen).